# Mr. Bungle
Pour leur album, voir Mr. Bungle (album).
Mr. Bungle est un groupe de rock expérimental américain, originaire d'Eureka, en Californie. Le groupe est formé en 1985 alors que ses membres étaient toujours au lycée, et est nommé ainsi en référence à un film éducatif des années 1950 conçu pour apprendre les bonnes manières et l’hygiène aux enfants. Mr. Bungle compte quatre cassettes démo au début des années 1980 avant de signer chez Warner Bros. Records et de sortir trois albums studio entre 1991 et 1999. Le groupe tourne en 2000 pour la promotion de leur dernier album avant de s’éclipser, révélant qu'ils s'étaient dissous seulement en 2004. Bien que Mr. Bungle soit passé par différentes formations au cours de son existence, les membres de longue haleine étaient le chanteur Mike Patton, le guitariste Trey Spruance, le bassiste Trevor Dunn, les saxophonistes Clinton « Bär » McKinnon et Theo Lengyel, et le batteur Danny Heifetz.
Mr. Bungle est réputé pour ses caractéristiques musicales bien reconnaissables, jonglant souvent entre plusieurs genres musicaux au travers de la même chanson. De nombreuses chansons ont une structure non conventionnelle et utilisent un large éventail d'instruments et de samples. Lors des concerts, les membres du groupe sont souvent déguisés et des reprises sont jouées. Une querelle récurrente avec Anthony Kiedis des Red Hot Chili Peppers dégénéra à la fin des années 1990, Kiedis causant le retrait de Mr. Bungle de nombreux festivals de musique en Europe et en Australie.
Ses membres n'ont plus l'intention de collaborer dans l'avenir, préférant travailler à leurs projets personnels : Fantômas, Tomahawk et Peeping Tom, notamment, pour Mike Patton, Secret Chiefs 3 pour Trey Spruance, par exemple. Bien qu'il n'y ait pas eu de communiqué officiel annonçant la séparation, Mike Patton a annoncé dans une interview donnée en tant que membre de Fantômas vers 2005 que « Mr Bungle n'existe plus. »

## Biographie

### Débuts (1985–1990)
Formé en 1985 à Eureka, dans le nord de la Californie, par des camarades de lycée, Mr. Bungle est composé au moment de sa signature par Warner en 1991 de Mike Patton (chant, claviers), Trey Spruance (guitares, claviers), Trevor Dunn (basse), Danny Heifetz (batterie), Clinton McKinnon (saxophone ; se joint au groupe en 1989) et Theo Lengyel (saxophone). Mike Patton est en parallèle chanteur du groupe metal-fusion Faith No More, ce qui permet à Mr. Bungle de gagner en notoriété et d'être signé par une maison de disques importante, mais ralentit la production du groupe qui ne produira que trois albums en huit ans. Le nom du groupe s'inspire de Lunchroom Manners, un film éducatif datant des années 1960, conçu pour apprendre les bonnes manières et l’hygiène aux enfants, diffusé dans le Pee-wee Herman Show sur HBO au début des années 1980,.
Peu après sa formation, le groupe enregistre une première démo intitulée The Raging Wrath of the Easter Bunny, à la période de Pâques en 1986. Elle se caractérise par un son low-fi death et thrash avec une pointe de ska et de punk hardcore. The Raging Wrath of the Easter Bunny est suivie en 1987 par la démo Bowel of Chiley ; elle se caractérise par un son plus orienté ska, accompagné d'éléments de jazz, de swing et de funk. Bradley Torreano d'AllMusic note qu'elle « représente essentiellement ce que certains ados talentueux amoureux de jazz et de ska tentent de créer avec les moyens du bord. » En 1988, Mr. Bungle publie sa troisième démo, Goddammit I Love America!, qui est musicalement similaire à Bowel of Chiley. Leur dernière démo, OU818, est publiée en 1989 ; elle y fait participer pour la première fois le saxophoniste Clinton « Bär » McKinnon et le batteur Danny Heifetz. OU818 mélange leurs premières démos et certaines nouvelles chansons créeant ainsi une musique plus lourde que celle de The Raging Wrath of the Easter Bunny. En 1988, Mike Patton devient le chanteur du groupe Faith No More, grâce à Jim Martin qui l'a entendu sur une démo de Mr. Bungle. Patton continue à jouer simultanément dans les deux groupes. Reconnu au nord de la Californie, Mr. Bungle signe avec Warner Bros., chez qui il publiera son premier album en 1991.

### Mr. Bungle(1991–1994)
Leur premier album, l'homonyme Mr. Bungle, est produit par John Zorn et publié le 13 août 1991. La couverture est réalisée par Dan Sweetman. L'album mêle heavy metal, funk, ska, musique de carnaval et free jazz, mais est décrit comme funk metal par la presse spécialisée. Il est relativement bien accueilli par la presse spécialisée ; le rédacteur Bill Pahnelas le considère comme « un incroyable tour de force musical, et sûrement le meilleur album de rock alternatif de l'année. » Sur le style de l'album, Steve Huey d'AllMusic explique que « Mr. Bungle est étourdissant, déconcertant, et schizophrène à un certain point. »
La première chanson est à l'origine intitulée Travolta. Sous les conseils de Warner Brothers, elle est rebaptisée Quote Unquote, pour éviter d'éventuelles poursuites judiciaires. Le groupe réalise un clip de la chanson avec Kevin Kerslake. Cependant, MTV refuse de le diffuser à cause de scènes exposant des corps accrochés à des crochets de boucher. L'album se vend bien malgré le refus de MTV et une faible diffusion radiphonique. Presque tous les membres étaient crédités sous des surnoms obscurs.

### Disco Volante(1995–1998)
À cause du retard de la couverture et des projets parallèles des membres, l'album Disco Volante est publié quatre ans plus tard, en octobre 1995. Le nouvel album est un peu plus agressif que leur précédent opus. Disco Volante sera qualifié d'avant-gardiste ou expérimental.
La musique est complexe et imprévisible. Certaines chansons sont chantées dans une autre langue et changent radicalement après quelques minutes. Les paroles ont pour thèmes la mort, le suicide et les agressions sur mineurs ; certains critiques sont impressionnés par l'album dans son ensemble, notamment The Washington Post. Disco Volante s'inspire de la musique classique contemporaine, de l'avant-garde jazz, des pionniers de la musique électronique Pierre Henry, Edgar Allan Poe, John Zorn, Krzysztof Penderecki et des compositeurs des années 1960 et 1970 comme Ennio Morricone et Peter Thomas,,,.

### California(1999–2000)
Après quatre ans d'inactivité, le groupe publie son troisième album, California, le 13 juillet 1999. Ground and Sky décrit California comme l'album le plus accessible de Mr. Bungle,.

### Séparation
Le groupe joue son dernier concert le 9 septembre 2000 à Nottingham, en Angleterre. Après la tournée California, le groupe se met en pause. En 2003, Patton annonce que le groupe ne produira sans doute plus d'albums : « Je crois que c'est terminé. Les autres se sont dispersés et on ne se parle plus. »

### Reformation (2019-Aujourd'hui)
Le 13 août 2019, le groupe annonce que trois nouveaux concerts vont avoir lieu en Février 2020 à Los Angeles, San Francisco et Brooklyn. Le groupe annonce reprendre en live les titres de la démo sortie en 1986 sous le nom de The Raging Wrath of the Easter Bunny, la reformation comprend trois membres fondateurs, Mike Patton, Trey Spruance et Trevor Dunn ainsi que Dave Lombardo (Slayer, Suicidal Tendencies, Dead Cross) à la batterie et Scott Ian (Anthrax) à la guitare. Le 15 août, les demandes de places sont tellement importantes que le groupe décide d'ajouter une date par ville, faisant ainsi passer le nombre de concerts prévus à six.
Début 2020, le groupe est en studio pour enregistrer une nouvelle version de la première démo du groupe The Raging Wrath of the Easter Bunny (sortie en 1986). En juin 2020, un premier single est présenté, USA, une reprise de The Exploited. Ce morceau ne figurera pas dans le futur album, les bénéfices de ce single sont reversés au fond de secours de MusicCares Covid 19. En août 2020, le véritable premier single du futur album sort, il s'agit du morceau Raping your Mind, déjà présent dans la démo de 1986, il sert d'annonce pour la future sortie de l'album The Raging Wrath of the Easter Bunny Demo, prévue pour le 30 octobre 2020 sur le label Ipecac Recordings. En pleine pandémie, le groupe décide de faire un concert en streaming en direct de la bibliothèque d'Eureka le soir d'Halloween 2020. Le concert, intitulé The Night They Came Home, est enregistré, et une version CD/DVD (ainsi qu'en version BluRay et VHS) est annoncée pour juin 2021 sur le label Ipecac Recordings.

## Style musical et noms
Le style de Mr. Bungle est reconnaissable aux changements brutaux de rythme, de style et d'ambiance au sein d'un même morceau (à la manière de Naked City ou Frank Zappa). Au confluent de nombreuses influences (Slayer, John Zorn, György Ligeti, ...), la coloration des albums évolue progressivement : le mélange de metal et de ska des débuts laisse place à un rock teinté de free-jazz, puis à une musique plus pop. Leur musique reste toutefois en marge de la production musicale classique et difficile d'accès.
Le groupe s'est aussi fait remarquer par ses performances scéniques décalées. Les membres apparaissaient déguisés de manière grotesque, Mike Patton portant un masque de cuir (ou de latex), d'autres sont déguisés en femmes. Pour la tournée qui a suivi l'album Disco Volante, de longues séquences étaient réservées aux improvisations bruitistes les plus extrêmes. Le groupe appellera cette tournée le Théâtre de la cruauté en référence au concept d'Antonin Artaud.

## Discographie
- 1986 : The Raging Wrath of the Easter Bunny (démo)
- 1987 : Bowel of Chiley (bootleg non autorisé par le groupe - réédité en 1991 puis en 1997 sous le titre Bowl of Chiley)
- 1988 : Goddammit I Love America! (démo)
- 1989 : OU818 (démo)
- 1991 : Mr. Bungle
- 1995 : Disco Volante
- 1999 : California
- 2020 : The Raging Wrath of the Easter Bunny Demo (reprise de la première démo du groupe avec Dave Lombardo à la batterie et Scott Ian à la guitare)
- 2021 : The Night They Came Home (Performance enregistrée en live durant Halloween 2020)